# کشمکش (ترانه پل مک‌کارتنی)
«کشمکش» (انگلیسی: Tug of War) نام ترانه‌ای از پل مک‌کارتنی از آلبومی به همین نام است که در سال ۱۹۸۲ منتشر شد.
رولینگ استون این ترانه را مشابه و هم‌ارز ترانهٔ «تصور کن» جان لنون توصیف کرد. این ترانه دارای دو بخش متفاوت از ابیاتی است که شامل اشعار غم‌انگیز در مورد تلاش برای زنده ماندن، جبر درگیری (پس زدن و پیش کشیدن) و اشعار امیدبخش است، که در آن مک کارتنی آینده‌ای را متصور است که در آن، یک چنین کشمکش‌های دیگر ضرورت نداشته باشد. اشعار این ترانه را شرحی از رابطهٔ پیچیده مک‌کارتنی با جان لنون دانسته‌اند که دو سال پیش‌تر کشته شد. موزیک ویدئوی این ترانه را «موریس فیلیپ» کارگردانی کرد.

## دست‌اندرکاران ترانه
- پل مک‌کارتنی – خواننده اصلی، همخوان، گیتار آکوستیک، گیتار الکتریک، گیتار بیس، سینث‌سایزر، درام
- لیندا مک کارتنی – همخوان
- اریک استوارت – همخوان، گیتار الکتریک
- دنی لین – گیتار الکتریک
- کمبل مالونی – چوبک طبل
- کنث سیلیتو – تنظیم ارکستر